# Kelly Johnson

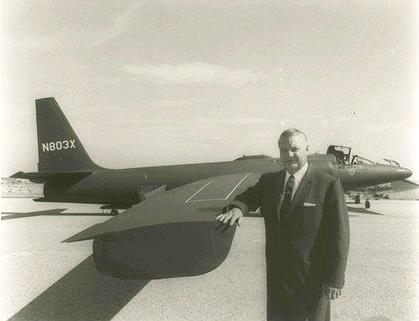
Kelly Johnson az általa tervezett Lockheed U-2 egyik korai variánsával

Clarence Leonard „Kelly” Johnson (Ishpeming, Michigan, 1910. november 27. – Los Angeles, Kalifornia, 1990. december 21.) a Lockheed repülőgép tervezője volt, aki több mint negyven repülőgép elkészítésében játszott vezető szerepet.

## Pályafutása
Johnson az amerikai Michigan állam Ishpeming nevű elzárt bányászfalvában született svéd bevándorlók gyermekeként. Élete első repülőgépét már tizenhárom éves korában tervezte, amiért még díjat is kapott. Johnson először Flint város előkészítő egyetemére járt, majd az Ann Arborban található Michigani Egyetemre.
Johnson diplomájának megszerzése után, 1933-ban, havi 83 dolláros fizetséggel, szerszámtervezői beosztásban csatlakozott a Lockheedhez. A berepülőpilótai, feszültségelemzői, légáramlás szakértői, végül súlymérnöki munkakörei után 1938-ban ő lett a cég vezető kutatómérnöke. 1952-ben Johnson a Lockheed kaliforniai, burbanki gyárába nevezték ki főmérnöknek, amelyből később a Lockheed-California Company is lett. 1956-ban Johnsont kinevezték a cég kutatási és fejlesztési alelnökévé.
1958-ban ő lett a haladó fejlesztői programokért (Advanced Development Projects, ADP) felelős alelnök. Az ADP első irodái szinte lakhatatlanok voltak – a közeli műanyaggyárból kiáramló szag olyan erős volt, hogy az egyik mérnök a „skunk works! (borzgyár)” felkiáltással kezdett el válaszolni a telefonra. (Al Capp képregényíró a L'il Abner-ben rajzolta meg a Big Barnsell Borzgyár (Skunk Works) karikatúráját, ahol a Kakirugó Örömlé (Kickapoo Joy Juice) névre hallgató bűzös folyadékot kotyvasztották.)
Johnson csapata – a szag ellenére – mindössze 143 nap alatt elkészítette a „Lulu Belle”-t, a P–80 Shooting Star prototípusát, több mint egy hónappal a határidő lejárta előtt.
Johnson 1964-ben lett a vállalati igazgatótanács tagja és 1969-ben megválasztották a Lockheed rangidős alelnökévé. A cégtől 1975-ben vonult vissza, de továbbra is konzultáns szerepet vállalt a Skunk works tevékenységében. Utóda Ben Rich lett. Kelly 1980-ban hagyta ott az igazgatótanácsot. 1983 júniusában a cégnél betöltött 50 év tiszteletére a Rye Canyon kutatóintézet új nevet kapott: Kelly Johson kutatási és fejlesztési intézet (Kelly Johnson Research and Development Center, Lockheed-California Company).
Kelly Johnson 1937-ben házasodott össze első feleségével, Althea Louis Younggal, aki 1969 decemberében hunyt el. Második felesége a New York-i MaryEllen Elberta Meade volt, akit 1971 májusában vett el, ám ő alig 38 évesen, 1980. október 13-án halt meg. Johnson ezután Nancy Powers Horrigant vette el, 1980 novemberében.
Johnson önéletrajza a Kelly: More than my Share of it all címet viseli, és először 1985-ben adták ki.
Johnson 80 éves korában, hosszú betegség után hunyt el a St. Joseph Medical Centerben. A hollywoodi hegyekben található Forest Lawn temetőben helyezték végső nyugalomba, a kaliforniai Los Angelesben.

## Repülőgépek

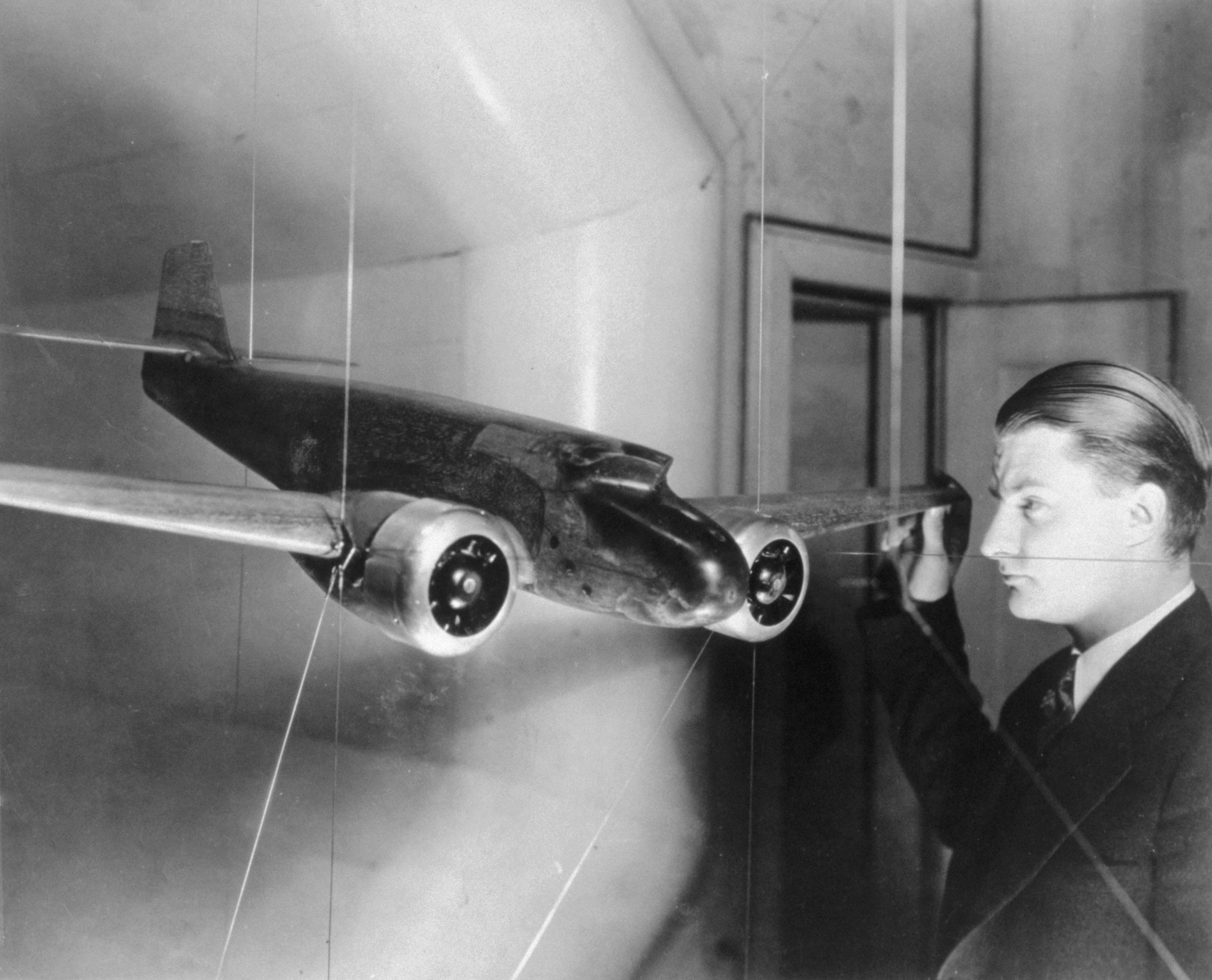
Kelly Johnson a Lockheed L-10 Electra modelljével a University of Michigan szélcsatornájában (1933)

Kelly Johnson az alábbi gépek tervezéséhez járult hozzá:
- F–80 Shooting Star
- XF–90
- X–7
- T–33 és TV–2 kiképző repülőgépek
- F–94 Starfire
- F–104 Starfighter
- Lockheed U–2
- C–140 JetStar
- Blackbird gépcsalád: A–11, A–12, YF–12, SR–71, M–21 és D–21
- Orion 9D
- Model 10 and Model 12 Electra
- XC–35
- Model 14 Super Electra
- P–38 Lightning
- Model 18 Lodestar
- B–37 bombázó
- PV–1 Ventura
- P2V Neptune
- Constellation sorozat
- C–130 Hercules

## Angol nyelvű irodalom
- Rich, Ben; Janos, Leo. (1996) Skunk Works.  Little, Brown & Company, ISBN 0316743003